# Crónica de Kano
La Crónica de Kano es un relato escrito de la historia del pueblo hausa que habitaba en el norte de Nigeria. Aunque se refiere solo a Kano, suele recurrirse a ella para explicar la historia temprana de lo a etnia hausa. Esta crónica, una lista de los gobernantes de Kano que llega hasta el siglo X DC, habla de once clanes de animistas (como los extractores de sal, los cerveceros, los herreros) quienes fueron avisados por su líder espiritual de que un extranjero llegaría y cortaría su árbol sagrado y les arrancaría su dominio: "si no llega en vuestro tiempo, seguro que llegará en el tiempo de vuestros hijos" (Palmer 1928: III: 98). De hecho, un hombre de nombre Bagauda presumiblemente llegó poco tiempo después, les conquistó y se convirtió en el primer rey de Kano (Palmer 1928: III: 97-100). La versión existente fue probablemente escrita en 1890, pero representa una amalgama de trabajos anteriores. La copia original todavía es conservada por los descendientes de Malam Idris al-Khilawiy en Kano.